# Eucalyptus acaciiformis
Eucalyptus acaciiformis é uma árvore que chega até 20 metros de altura. Ela cresce em solos rasos e pobres, em cumes e encostas no nordeste de Nova Gales do Sul. Seu território nativo estende-se desde o distrito de Nowendoc até a fronteira com Queensland.